# Pornóapáti
Pornóapáti là một thị trấn thuộc hạt Vas, Hungary. Thị trấn này có diện tích 15,14 km², dân số năm 2010 là 407 người, mật độ 27 người/km².